# 星野梨緒
星野 梨緒（ほしの りお、1989年8月30日 - ）は、日本のAV女優。ピースプロモーション所属。
身長：163cm 、スリーサイズ：B90（Fカップ）・W60・H89。血液型:O型
趣味、特技：ダンス・ピアノ・テニス

## 略歴
- 2008年5月に『エロ頭イイ 星野梨緒』でAVデビュー。

## 作品

### アダルトビデオ
2008年
- エロ頭イイ（5月1日、アイデアポケット）
- インテリ女子大生のチンポ研究（6月1日、アイデアポケット）
- インテリ女子大生のドM失禁FUCK（2008年7月1日、アイデアポケット）
- FELLATIO FESTIVAL 11（2008年9月1日、アイデアポケット）他多数出演
- MODEL CLUB CLASS A ver.27（11月14日、Silvia）共演:浅倉みらい
- 後背位からいいですか?（11月21日、SEX Agent）
- 音大生（11月22日、BeFree）
- 胸ちらパンチラHighSchool（12月25日、アロマ企画）共演:月野りさ、南まりん、ひなのりく